# لواء عوز
اللواء 89 ««عوز»» («الشجاعة») هو لواء من الجيش الإسرائيلي مكرس بالكامل للعمليات الخاصة تأسس في 27 ديسمبر 2015. اللواء الجديد الملقب بلواء الكوماندوز يتكون فقط من وحدات العمليات الخاصة للمشاة التي أزيلت من سلسلة قيادته السابقة لإنشاء تشكيل تكتيكي جديد. بقيادة ألوف ميشني (العقيد) آفي بلوت، ويعمل اللواء كجزء من الفرقة 98.

## التفكير والتطوير
وفقًا للجيش الإسرائيلي، يعتبر هذا اللواء من بنات أفكار الفريق غادي آيزنكوت وهو تنفيذ للدروس العملية المستفادة خلال الحرب على غزة في صيف عام 2014 وحرب لبنان الثانية في عام 2006، ووفقاً لقائد الفرقة 98 فإن اللواء ليس مجرد دمج لفرق النخبة من سلاح المشاة تحت قيادة واحدة، بل هو أيضاً هيئة يتوقع أن تقود التفكير التشغيلي والتكتيكي من أجل تأسيس عقيدة حربية جديدة. علاوة على ذلك، فإن اللواء الجديد يهدف إلى توفير وحدات عمليات خاصة كتنت تفتقر في السابقة لمركز ثقل. تم تطوير مفهوم لواء الكوماندوز من قبل رئيس أركان الجيش الإسرائيلي غادي أيزنكوت خلال صياغة الخطة العسكرية الخمسية، ويقال أن اللواء الجديد يجلب المزيد من أوجه الشبه بين القوات الخاصة الإسرائيلية وفوج الصاعقة 75 الأمريكي.
وحدات العمليات الخاصة الأخرى مثل متكال، وشايطيت 13، وشالداج، وأوكيتز، وياهالوم سوف تستمر في العمل بشكل مستقل.

## الهيكل
يتألف اللواء 89 من 3 وحدات للعمليات الخاصة (4 في السابق) قي الجيش الإسرائيلي: كان لدى اللواء كتيبة رابعة وهي الوحدة 845 البائدة الآن، أو «ريمون»، وحدة الحرب الصحراوية، والتي تم استيعابها في ماجلان في 27 يونيو 2018.
- الوحدة 212 - ماجلان - وحدة استطلاع خاصة، كانت سابقا تحت الفرقة 98.[8]
- الوحدة 217 - دوفديفان - وحدة مكافحة الإرهاب السرية، كانت تحت القيادة المركزية.
- وحدة 621 - إيجوز - وحدة حرب العصابات، كنات سابقًا تحت لواء جولاني.

## الشارة
الشارة المختار للواء الجديد تصور الحرف العبرية «ق» (ק)، وهو الحرف الأول في الكلمة العبرية كوماندو (קומנדו)، ويتألف من سكين الكوماندوز ترتفع عن سطح البحر، وسهم مزدوج الرأس فوقه. وهو يرمز إلى التسمية الخاصة للواء وتنقله عن طريق الجو أو البحر.